# Einiosaurus
Einiosaurus ist eine Gattung von Vogelbeckensauriern aus der Gruppe der Ceratopsidae innerhalb der Ceratopsia.

## Merkmale
Mit rund sechs Metern Länge war Einiosaurus ein mittelgroßer Vertreter der Ceratopsidae. Der Kopf war wie bei allen Tieren dieser Gruppe groß und wuchtig. Die zugespitzte Schnauze setzte sich aus dem Rostralknochen (vor dem Oberkiefer) und dem Praedentale (vor dem Unterkiefer) zusammen. Die Bezahnung bestand wie bei allen Ceratopsidae aus Zahnbatterien, das sind reihenförmig angeordnete Zähne, die bei Abnutzung durch den nachfolgenden Zahn ersetzt wurden. Die Okklusionsflächen des Gebisses standen annähernd senkrecht.
Auf dem Nasenbein saß ein großes, seitlich zusammengedrücktes Horn, das bei einigen Individuen nach vorne gebogen war. Über den Augen befanden sich zwei weitere, allerdings sehr kleine und abgerundete Hörner. Der aus dem Scheitel- und dem Schuppenbein gebildete Nackenschild war relativ kurz und mit zwei paarigen Öffnungen versehen. Am hinteren Rand des Schildes saßen zwei lange, nach hinten gerichtete, leicht gebogene Hörner.
Der Körperbau glich dem der übrigen Ceratopsidae. Der Rumpf war stämmig und die Gliedmaßen robust gebaut. Die Hinterbeine, die in vier hufartigen Zehen endeten, waren deutlich länger als die Vorderbeine. Einiosaurus bewegte sich quadruped (auf allen vieren) fort.

## Paläobiologie
Von Einiosaurus sind bone beds („Knochenlager“) bekannt, bei denen die Überreste zahlreicher Tiere aus verschiedenen Altersstufen gefunden wurden. Es wird vermutet, dass diese Tiere zumindest zeitweise in größeren Verbänden zusammenlebten und durch eine Naturkatastrophe (Flut oder Dürre) gemeinsam umkamen.
Hörner und Nackenschilde der Ceratopsidae werden häufig in Zusammenhang mit der Verteidigung gegenüber Fressfeinden in Zusammenhang gebracht. Der Kopfschmuck von Einiosaurus mit dem nach vorne gebogenen Nasenhorn und den nach hinten ragenden Schildrandhörnern dürfte jedoch nicht sehr gut für Verteidigungszwecke geeignet gewesen sein. Auch war der Nackenschild zu dünn, um als Schutz vor Nackenbissen zu fungieren. Nach heutiger Sichtweise diente der Kopfschmuck vorrangig der Identifikation der einzelnen Arten sowie der Interaktion mit Artgenossen – entweder durch Zurschaustellung, Drohgebärden oder auch in Kämpfen. Dabei ging es möglicherweise um Reviergrenzen oder Paarungsvorrechte.
Die Zahnbatterien von Einiosaurus mit den senkrechten Okklusionsflächen waren für eine schneidende, nicht aber mahlende Bewegung ausgerichtet. Die zugespitzte Schnauze ist Anzeichen für eine Fähigkeit zur selektiven Nahrungsaufnahme, der Bau des Unterkiefers deutet auf eine hohe Beißkraft hin. Wahrscheinlich ernährte sich dieser Dinosaurier von harten, faserigen Pflanzen.

## Entdeckung und Benennung
Die fossilen Überreste von Einiosaurus wurden in der Two-Medicine-Formation im US-Bundesstaat Montana gefunden und 1995 erstbeschrieben. Der Gattungsname leitet sich von einio, dem Wort für Büffel in der Sprache der Blackfoot, und dem griechischen sauros/σαῦρος (=„Echse“) ab und ließe sich mit „Büffelechse“ übersetzen. Typusart und einzig bekannte Art ist E. procurvicornis. Die Funde werden in die Oberkreide (spätes Campanium) auf ein Alter von ca. 76 bis 72 Millionen Jahre datiert.

## Systematik
Einiosaurus wird innerhalb der Ceratopsidae in die Unterfamilie der Centrosaurinae eingeordnet, die meist durch ein großes Nasenhorn, kleine Überaugenhörner und kurze Nackenschilde charakterisiert waren. Seine Position innerhalb der Centrosaurinae ist umstritten. Er gilt entweder als Schwestertaxon der Achelousaurus-Pachyrhinosaurus-Klade oder der Styracosaurus-Centrosaurus-Klade oder als basaler Vertreter der Centrosaurinae.
2015 wurde der Stammbaum der Centrosaurinae von Evans & Ryan (2015) anlässlich der Erstbeschreibung des in Kanada gefundenen Wendiceratops überarbeitet. Demnach stellt Einiosaurus die Schwestergattung zu einem gemeinsamen Taxon aus Achelousaurus und Pachyrhinosaurus dar. Auch bei einer phylogenetischen Analyse 2012 wurde er an diese Position gesetzt.